# 天津地铁腐败案
天津地铁腐败案，是2008年天津市地铁总公司党委书记王春清向中共中央纪律检查委员会检举地铁公司总经理高怀志涉嫌贪污腐败后，高怀志在被中纪委“双规”期间又检举了王春清涉嫌贪污腐败的一起贪腐高官互相举报最终导致双双“落马”并被捕的戏剧性腐败大案。此案被业内人士称之为天津地铁系统的“一号腐败大案”。因为此案件导火索是领导干部“狗咬狗”式的举报，又牵扯出省部级官员的情妇、“干女儿”且涉案金额重大，引发了社会的广泛讨论与关注。

## 涉案相关背景

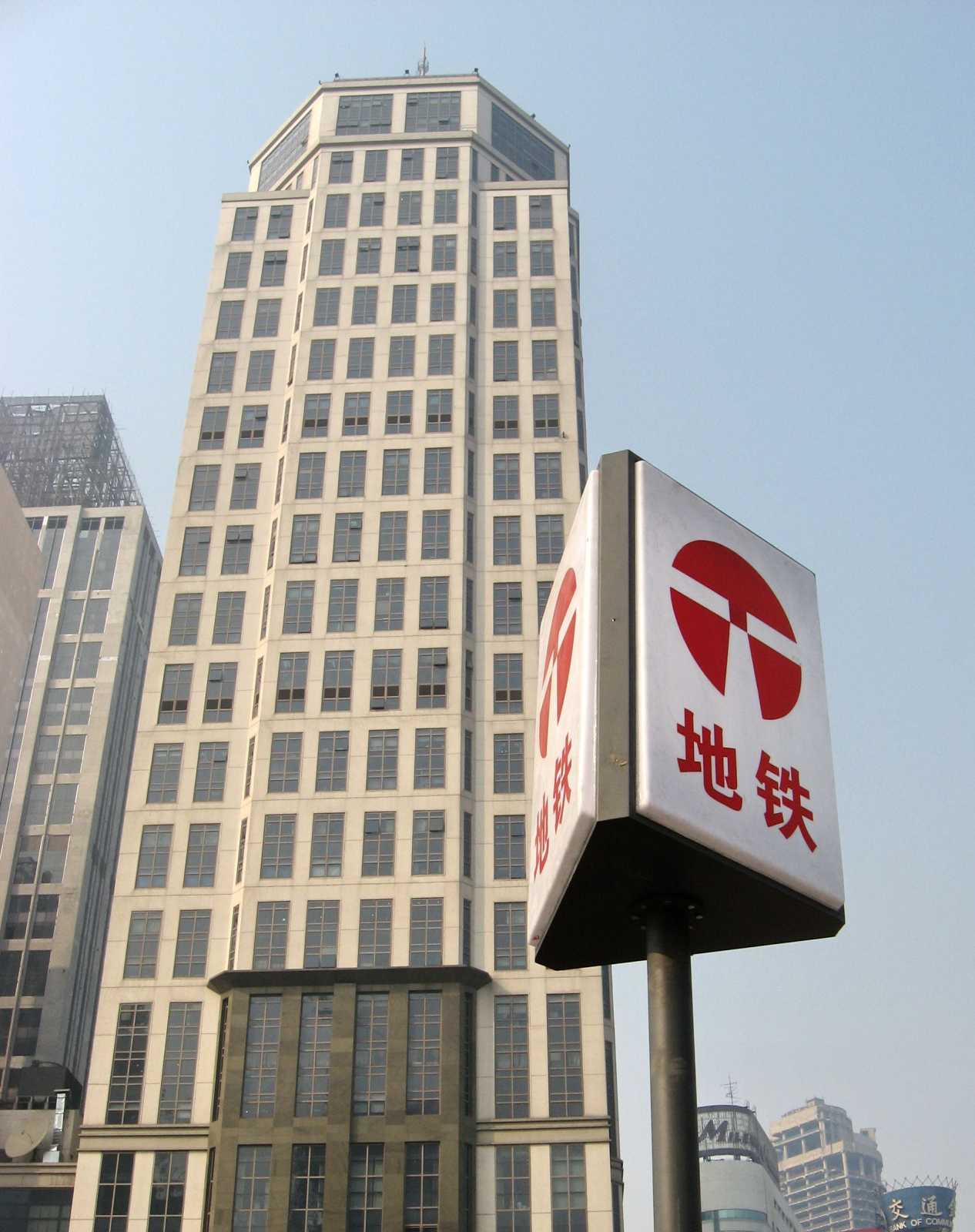
天津地铁营口道站

天津市地铁总公司是天津城市基础设施建设投资集团有限公司（简称：“天津城投集团”）下属的国有全资子公司。中国大陆的城市地铁总公司总经理，一般都兼任着该省市基础建设集团“副厅局级”级别的副总经理。但天津地铁总经理高怀志却例外，行政级别为“正处级”，因此他总认为自己应官至副厅局级。
王小毛是天津市原检察长李宝金的情妇和“干女儿”，天津市浩天集团的老板，一审被判处有期徒刑6年。在判刑后，天津地铁腐败案被揭发，王小毛又被卷入其中。

## 总经理高怀志的贪腐过程
1998年，高怀志担任天津市市政局道桥处副处长时期，利用职务便利挪用公款购天津市津塘路一套180平米的住宅，于2005年开具虚假证明，将该房屋完全侵占。
2001年，香港利雅公司的老板曹瑞阳为与天津地铁公司合作开发天津地铁一号线沿线海光寺、洪湖里地块的项目，向高怀志借口拜年行贿20万港币。之后的2004年到2007年间，每年春节曹瑞阳都会在高怀志办公室向其行贿20万港币。
2004年初，天津地铁总公司决定买办公楼，并由高怀志等负责考察。2004年6月，时任天津检察长李宝金的情妇和“干女儿”、天津市浩天集团的老板王小毛得知这一消息后通过天津市市政工程局局长，找到高怀志打算将手下杰林大厦卖给天津市地铁总公司。在王小毛承诺帮高怀志运作升官事宜后，高怀志在未经公司党委会和经理办公会研究决定的情况下，安排公司总经济师与浩天公司“谈判”并接受王小毛的高额报价。签订协议后高怀志才发现，王小毛手下的出售的楼盘为烂尾楼。此后，王小毛又约天津市政重点工程领域的几位负责人吃饭，并提出杰林大厦加价，并要求杰林大厦原欠政府405万的配套费用转由地铁公司承担。饭局过后，高怀志又安排公司总经济师与浩天公司重新签了协议，答应王小毛的要求。最终导致国有资产损失650万余元。建成后，杰林大厦已更名为“天津地铁和谐大厦”。
2006年9月，天津路城公司的老板贾煜为与天津地铁公司合作开发天津地铁一号线四箴里地块项目，2007年5月向高怀志行贿一套位于天津市南开区繁华地段、建筑面积159平方米总价值140万元的住宅和价值16万元的家具电器。之后，贾煜又送给高怀志妻子一辆红颜色本田思域轿车，并承担该车的养路费、保险费、年检费等费用。
2008年4月，高怀志得知中共中央纪律检查委员会在对其进行调查，于是拿出部分现金当做房款补给了天津路城公司的老板贾煜，欲谎称“买了个便宜房子”以欺骗中纪委对其的调查。

## 党委书记王春清的贪腐过程
2003年，王春清兼任天津地铁公司下属控股企业的董事长，多次利用其职权帮助曹瑞阳协调地块选址、项目策划、资金筹集、办理基建程序和协调有关政府部门。2004年至2007年间，王春清分五次收受曹瑞阳“感谢金”130万元。在开发天津地铁一号线“四箴里”地块时，曾利用职权帮助协调拆迁关系而收受贾煜30万元人民币。2007年6月，王春清与贾煜到澳门赌场赌博，并输光了贾煜送给的价值5万元港币的筹码。

## 产生矛盾
2000年8月，王春清调入地铁公司担任党委书记后，天津市亚平市政园林工程有限公司总经理高学明多次找王春清想要工程，王春清关照了高学明一些小工程。高学明又通过王春清出面找到天津市建委将亚平工程公司升为二级资质，以达到参加地铁项目招投标的标准。事后，高学明给王春清送了6万元人民币。资质升级后，高学明以王春清名义公开在地铁领域要工程。王春清听到有关反映后训斥了高学明并减少与其来往。但是，高学明用12万元人民币买通了地铁公司总经理高怀志，并通过高怀志得到上千万的大工程，在王春清面前很是得意。王春清认为，高学明是通过自己进入地铁工程领域，买通高怀志后便“忘恩负义”。王春清曾在酒局上表示不满并讲了一些难听的话。高怀志知晓后，又公开说表示看不起王春清的言语。二人之间因此而产生了矛盾。

## 互相检举
随着天津地铁公司建设的加速，总经理高怀志和党委书记王春清在工作中的分歧越来越大，背地里相互拆台。 最终在2008年，天津市地铁总公司党委书记王春清向中共中央纪律检查委员会检举地铁公司总经理高怀志涉嫌贪污腐败后，高怀志在被中纪委“双规”期间又检举了王春清涉嫌贪污腐败的一起贪腐高官互相举报最终导致双双“落马”并被捕的戏剧性腐败大案。最终，王春清获有期徒刑13年，高怀志获有期徒刑20年。